# میانه چک
میانه چک (به انگلیسی: Miana Chak) یک شهرک در پاکستان است که در ناحیه گجرات واقع شده است.